# Violin Memory
Violin Memory est une entreprise spécialisée dans le stockage de données via Solid-state drive. Son siège social est situé à Santa Clara en Californie aux États-Unis. Fondée en 2005, Violin Memory a été recapitalisé en 2009, et elle a levé des fonds en 2010, 2011 et 2013.